# Unabhängige Studierendenschaft
Als Unabhängige Studierendenschaft bezeichnet man in deutschen Bundesländern ohne verfasste Studierendenschaft (derzeit nur Bayern, bis 2012 auch Baden-Württemberg) eine freiwillige Organisationsform von Studierenden, die der verfassten Studierendenschaft weitgehend nachgebildet ist. Im Unterschied zu dieser ist diese keine öffentlich-rechtliche Teilkörperschaft der Hochschule und besitzt daher kein gesetzliches Mandat zur Vertretung der Studierenden. Dabei wird der Vorstand, der die Vertretung in der Öffentlichkeit übernimmt, überwiegend in Anlehnung an den AStA als UStA (Unabhängiger Studierendenausschuss) oder U-AStA (unabhängiger Allgemeiner Studierendenausschuss) bezeichnet.
Hierzu treten an den meisten Hochschulen zu den Hochschulwahlen eigene Personen oder Listen an, deren Ziel es ist, möglichst viele Sitze in den Gremien der Hochschule zu erlangen und auf deren Basis die Arbeit im unabhängigen Modell zu ermöglichen. Dadurch werden zum Beispiel Gelder oder Infrastruktur, die dem offiziellen Gremium zur Verfügung stehen, auch der unabhängigen Struktur zugänglich gemacht. Auf welche Art und Weise dies geschieht, hängt von der jeweiligen Hochschule ab.

## Organisationsstruktur

Organisationsmodell einer unabhängigen Studierendenschaft am Beispiel der Universität Freiburg

Unabhängige Studierendenschaften sind meist in eigenen Vereinen (eingetragen oder nicht eingetragen) oder als Arbeitskreis der offiziellen Gremien organisiert. Sie verfügen im Unterschied zur verfassten Studierendenschaft nicht über eigene Beitragsmittel und basieren daher weitgehend auf dem freiwilligen Engagement von Studierenden. In einzelnen Fällen existiert innerhalb eines UStA ein AStA-Arbeitskreis, der von der Universität Mittel erhält und diese an den UStA weitergibt.
Eine Unabhängige Studierendenschaft gliedert sich in der Regel in unabhängige Fachschaften.
Gremien einer Unabhängigen Studierendenschaft sind in der Regel:
- Legislative Organe: Ein unabhängiges Studierendenparlament (StuPa) und/oder eine Fachschaftenkonferenz (FSK).
- Exekutive Organe: Ein unabhängiger Studierendenausschuss (UStA) bzw. unabhängiger AStA (U-AStA oder AStA).
- (meist) die Vollversammlung (VV).

Da unabhängige Studierendenschaften nicht durch die Hochschulgesetze normiert sind, variieren die Gremienbezeichnungen von Hochschule zu Hochschule.

## Hochschulen mit unabhängiger Studierendenschaft
Der erste Usta „entsteht 1978/79 an der Freien Universität Berlin. Hier (war) der Asta […] schon seit dem Ausklingen der 68er-Revolte verboten.“ Im Studentenstreik 1976/77 begannen noch im Sommersemester 1977 „die Fachbereichsinitiativen und StreikaktivistInnen Diskussionen mit dem Ziel der Gründung eines Unabhängigen Studentenausschusses, Usta.“

### Baden-Württemberg
Seit dem 27. Juni 2012 ist in Baden-Württemberg die Verfasste Studierendenschaft wiedereingeführt worden, die sich in folgenden Monaten an den einzelnen Hochschulen nach und nach konstituierten. Vorher existierten folgende unabhängige Modelle:
- Albert-Ludwigs-Universität Freiburg: beschließende Fachschaftenkonferenz (FSK) und Vollversammlung (VV) weisen den vollziehenden U-AStA (aus Vorstand und Referaten, unterstützt von Arbeitskreisen) an
- Pädagogische Hochschule Freiburg: UStA („Unabhängiger Studierendenausschuss“)
- Ruprecht-Karls-Universität Heidelberg: FSK mit beratenden Referaten und Arbeitskreisen, seit dem 10. Dezember 2013 durch den Studierendenrat (StuRa) der wiedereingeführten Verfassten Studierendenschaft ersetzt
- Karlsruher Institut für Technologie: Studierendenparlament (StuPa) und FSK als Zwei-Kammer-Legislative, daneben VV, UStA und Fachschaften als Exekutive, zusätzlich Ältestenrat als Aufsichtsrat/Kontrollgremium
- Universität Konstanz: über Senatswahl mittelbar gewähltes Studierendenparlament (StuPa) und (rätedemokratische) FSK als Zwei-Kammer-Legislative mit Kompetenztrennung, Weisung an Referate (AStA) und Arbeitskreise; FSK, StuPa und Referate treten zusammen als Studierendenvertretung (StuVe) auf und verzichten auf einen Vorstand oder ähnliches, daneben VV mit Beschlussquorum, eigenständige Fachschaften, alle Studierende eines Fachbereichs treffen sich analog zur Vollversammlung
- Hochschule Ravensburg-Weingarten: Studentenverein (e. V.) mit UStA/AStA zuzüglich Referate
- Universität Hohenheim: AStA und Gemeinsamer Fachschaftsrat (GeFa)
- Universität Stuttgart: Fachschafts-VertreterInnen-Versammlung (FaVeVe)
- Hochschule der Medien Stuttgart: AStA und UStA
- Eberhard Karls Universität Tübingen: Fachschaftsvollversammlung
- Pädagogische Hochschule Weingarten: UStA e. V.
- Pädagogische Hochschule Heidelberg: UStA
- Hochschule für Wirtschaft und Umwelt Nürtingen-Geislingen: UStA Nürtingen e. V. (Unabhängiger Studierenden Ausschuss Nürtingen e. V.)
- Hochschule für Technik, Wirtschaft und Gestaltung Konstanz: AStA
- Hochschule für Technik und Wirtschaft Aalen: UStA e. V. (Unabhängiger Studentenausschuss)
- Universität Ulm: Nachfolger des UStA ist seit 1999 die StuVe mit gewählten Vertretern und Fachschaftern.
- Hochschule Ulm: AStA / UstA e. V.
- Pädagogische Hochschule Schwäbisch Gmünd: UStA, seit 27. April 2010

Zwischen den Hochschulen variierten Grad und Umfang der Anerkennung und Kooperation der Hochschulen mit diesen unabhängigen Strukturen teils sehr stark, insbesondere, da der Hochschulvorstand für den Vollzug und die Rechtsaufsicht über den offiziellen AStA zuständig ist und (LHG)-gesetzeswidrige Beschlüsse wie die Übertragung von Mitteln an unabhängige Strukturen eigentlich unterbinden sollte. Davon abhängig ist die Zurverfügungstellung von Räumen und Infrastrukturen der Hochschulen, Finanzzuweisungen, Duldung von (nach bis Juli 2012 gültigem LHG unzulässigen) Vollversammlungen und Urabstimmungen und Anerkennung als Interessenvertretung der Studierenden. Dies schlägt sich auch nieder in der Form der Organisation der unabhängigen Modelle und ihrem Selbstverständnis.
Durch Wiedereinführung der Verfassten Studierendenschaft im Juli 2012 werden diese unabhängigen Strukturen voraussichtlich durch die gesetzliche Satzungs- und weitgehende Organisationsautonomie der Studierendenschaften in offizielle Strukturen einer Gliedkörperschaft der Hochschulen bis zum Wintersemester 2013/14 übergeführt werden. Da sich in den Jahrzehnten der unabhängigen Modelle Arbeits- und Funktionsweisen eingearbeitet haben, die nicht gänzlich mit den Bestimmungen des Landeshochschulgesetzes zu vereinbaren sind, kann es auch zu einem Nebeneinander der dann verfassten Studierendenschaft und unabhängigen Strukturen kommen.

### Bayern
Im Bayerischen Hochschulgesetz (Art. 106, BayHSchG), existiert eine sogenannte „Experimentierklausel“, welche es den Hochschulen ermöglicht, eine dem Gesetz abweichende Organisationsstruktur der Studierendenvertretung zu organisieren. Davon profitieren in Bayern einige Hochschulen, die sich ihre eigene Struktur gegeben haben:
Die Benennung und Organisation ist dadurch von Hochschule zu Hochschule recht unterschiedlich:
- An der Friedrich-Alexander-Universität Erlangen-Nürnberg besteht der Konvent zur Hälfte aus Mitgliedern der Fachschaftsvertretungen der Fakultäten. Die Struktur der Studierendenvertretung weicht durch die Inanspruchnahme einer Experimentierklausel im Hochschulgesetz von den normalen gesetzlichen Vorgaben ab.
- An der Universität München bildet der Sprecherrat Fachschaftenkonferenz und AStA als Arbeitskreise; ab Juli 2007 wird aufgrund der Experimentierklausel im Hochschulgesetz ein Konvent der Fachschaften gebildet, der eine Geschäftsführung und Referenten wählt.
- An der TU München existiert aufgrund einer Experimentierklausel im Hochschulgesetz ein Fachschaftenrat (FSR), der Referenten wählt. Die Referenten des FSR werden laut dessen Geschäftsordnung als AStA bezeichnet.
- Universität Regensburg: AStA
- Hochschule Rosenheim: StuPa mit "internen Ämtern"
- Universität Bamberg: AStA Bamberg e. V.